# Waldemar Legień

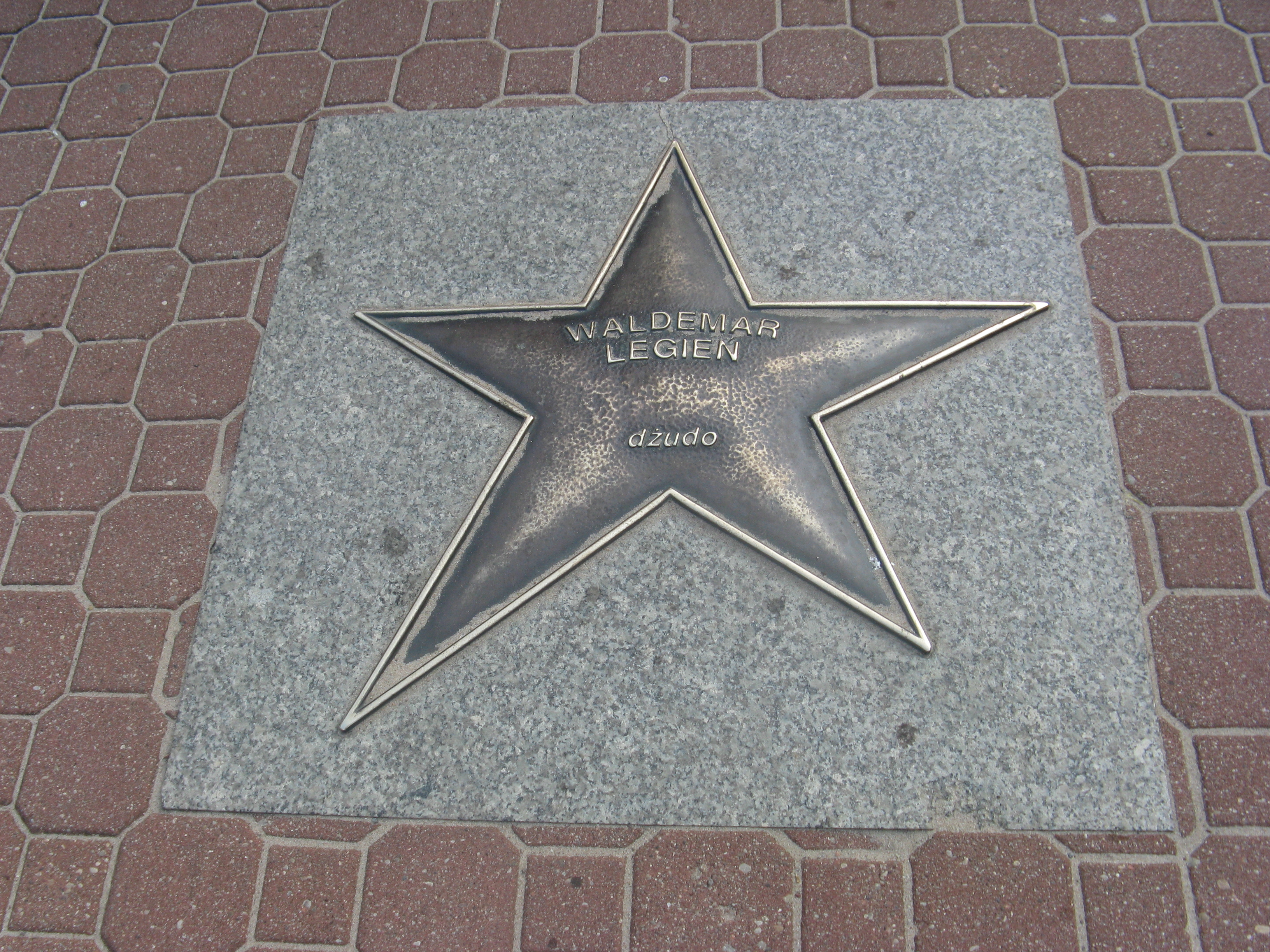
Gwiazda w Alei Gwiazd Sportu we Władysławowie

Waldemar Legień (ur. 28 sierpnia 1963 w Bytomiu) – polski judoka, dwukrotny mistrz olimpijski, brązowy medalista mistrzostw świata 1987, 1989 (w wadze 78 kg) i 1991 (w kategorii do 86 kg) oraz mistrz (1990) i wicemistrz Europy (1985).

## Życiorys
W 1992 ukończył studia na Akademii Wychowania Fizycznego im. J. Śniadeckiego w Gdańsku.

### Kariera sportowa
Karierę sportową rozpoczął w klubie Czarni Bytom. Pierwszy sukces odniósł w 1981 zdobywając mistrzostwo Europy juniorów. W 1985 w Hamar wywalczył srebrny, a w 1986 w Belgradzie brązowy medal mistrzostw Europy. Kolejny rok (1987) przyniósł mu trzecie miejsce na mistrzostwach świata.
28 września 1988 na igrzyskach olimpijskich w Seulu zdobył pierwszy złoty medal w judo dla Polski (kat. 78 kg), pokonując w finale przez ippon zawodnika z RFN, Franka Wieneke. W latach 1989–1991 zdobył ponownie mistrzostwo Europy oraz dwukrotnie brązowe medale mistrzostw świata. Był też srebrnym medalistą Igrzysk Dobrej Woli w Seattle (1990).
Na igrzyskach w 1992 w Barcelonie po raz drugi sięgnął po olimpijskie złoto (w kat. 86 kg, pokonał Pascala Tayota z Francji). Stał się trzecim sportowcem w historii judo, który zdobył dwa złote medale olimpijskie, a pierwszym który dokonał tego w różnych kategoriach wagowych. W 1992 był także chorążym polskiej reprezentacji olimpijskiej.
Po igrzyskach zakończył sportową karierę. W 1993 wyjechał do Francji, gdzie został trenerem judo w Racing Club de France.
W latach 1988 i 1992 przez czytelników „Przeglądu Sportowego” został wybrany najlepszym sportowcem roku w Polsce.
Posiada stopień 8 dan.

## Odznaczenia
Został uhonorowany m.in. Krzyżem Komandorskim Orderu Odrodzenia Polski (2019), Krzyżem Oficerskim Orderu Odrodzenia Polski (1992), Krzyżem Kawalerskim Orderu Odrodzenia Polski (1988), Złotym i Srebrnym Medalem za Wybitne Osiągnięcia Sportowe oraz Złotym Medalem Europejskiej Unii Judo.